# Filialkirche Niederranna
Die römisch-katholische Filialkirche Niederranna steht im Ort Niederranna an der Donau in der Gemeinde Hofkirchen im Mühlkreis im Bezirk Rohrbach in Oberösterreich. Die der hl. Maria Rosenkranzkönigin geweihte Filialkirche der Pfarrkirche Hofkirchen im Mühlkreis gehört zum Dekanat Sarleinsbach in der Diözese Linz.

## Geschichte und Architektur
Bereits vor 1900 stand in Niederranna eine Kapelle, auf deren Grundmauern 1908 eine weitere Kapelle erbaut wurde. Nach Einweihung der Pfarrkirche Rannariedl und der damit verbundenen Schließung der alten Schlosskirche Rannariedl im Jahre 1953 wurde, da der Kirchweg zu weit wurde, in Niederranna an der Donau eine Filialkirche in traditionellen Formen nach Plänen von Baumeister Resch erbaut. Im Jahre 1956 wurde die Kirche geweiht. 2008 wurde die Kirche umfassend saniert.

## Ausstattung
Die Kirche hat eine schlichte Einrichtung aus der Erbauerzeit. Der Altarraum besteht aus dem Altartisch, dem Tabernakel und einer Figurengruppe, die die Marienkönigin darstellt.